# 時無ゆたか
時無 ゆたか（ときなし ゆたか、1968年7月 - ）は東京都出身の小説家、ライトノベル作家。角川書店主催の第6回スニーカー大賞で、『明日の夜明け』が優秀賞を受賞した。

## 作品リスト
- 『明日の夜明け』(イラスト:石田あきら/角川スニーカー文庫)